# Алекса Карађорђевић
Алекса Карађорђевић (Топола, 1801 — Кишињев, 1830) је био гардијски поручник у руској војсци. Он је најстарији Карађорђев син. Алекса је по жељи руског цара Александра Првог завршио четворогодишње војно школовање у елитном Пажеском корпусу у Санкт Петербургу, након чега је био поручник царске гарде. Са Маријом Трокин, кћерком пуковника Николаја Трокина, маршала дворјанства (племства) имао је сина јединца — Ђорђа Карађорђевића.

## Биографија

### Боравак у Србији
Рођен је 1801. године у Тополи као шесто дете и други син Карађорђа и Јелене Петровић. Поред њега, његови родитељи су имали и сина Симу, који је преминуо по рођењу 1788, и ћерке Саву, Сару, Полексију и Стаменку. У том периоду му је била жива и баба по оцу, Марица Живковић. Када је имао 3 године започео је Први српски устанак на чијем челу је био његов отац, а две године касније му се родио брат Александар.
Као мали је учио школу код Доситеја Обрадовића, а заједно са оцем је присуствовао освећењу цркве Рођења Пресвете Богородице у Тополи која је започета 1811. а окончана 1813, и чију је изградњу Карађорђе финансирао. На вратима цркве је, по писмима кнеза Павла Кости Ст. Павловићу, писало да је благословена у присуству Алексе и Карађорђа 1811. године.

### Изгнанство
По слому устанка 1813. је са породицом отишао у Бесарабију, која је тада била у саставу Руске империје. Четири године касније је његов отац тајно дошао у Србију, и покушао је да са Милошем Обреновићем уговори ново подизање устанка, али је том приликом био убијен. Алекса је у документу Објавленије (Објава) у знак одмазде уценио главе кнезу Милошу и његовом брату Јеврему. По жељи руског цара Александра I, је Алекса  завршио четврогодишњу војну школу Санкт Петербургу и постао гардијски поручник у руској војсци. По неким изворима је 1817. прешао у гардијски пук, али је убрзо напустио војну службу и прешао је у Хотин, где су му изгнанству живели мајка и млађи брат. Оженио се 1825. са Маријом Трокин, ћерком руског маршала Николаја Трокина. Са супругом је Алекса живео на свом поседу у селу Скињену на реци Прут у великој палати. Сина јединца Ђорђа су добили 1827. године, а убрзо после тога Марија умире. Према неким румунским изворима, Алекса се у неком тренутку преселио у Кишињев где је живео у Јерменској улици.

### Смрт и сахрана
Постоји неколико сукобљених прича о времену и узроку његове смрти: по неким изворима је преминуо од рана задобијених у рату са Турцима, док је по књизи Карађорђевићи Велибора Савића он 1829. добио туберкулозу, од које је преминуо 2. октобра (20. септембра) 1830. Сахрањен је на Јерменском гробљу у Кишињеву,. Његов гроб је пронашла Ала Мирон родом из Кишињева, која је у Новом Саду постала магистар историје. Превод натписа на гробу, који је написан на руском језику, гласи Овде је сахрањен син врховног вожда Србије, гардијски поручник Алексеј Црни, преминуо 33 године од рођења, што ствара додатну пометњу о датуму рођења или смрти, пошто је по званичним подацима живео око 29 година.
Спомињано је 2021. да би његови посмртни остаци могли да буду пренети на Опленац. Закључно са 30. јулом 2023. је сахрањен на Јерменском гробљу у Кишињеву, и један је од ретких Карађорђевића који није премештен или сахрањен на Опленцу. Престолонаследник Александар је за Курир 2023. рекао да би волео да сви Карађорђевићи почивају у Србији, али да не зна да ли има неких препрека у виду последње жеље преминулог или његових потомака. Додао је и да закључно са интервјуом није имао прилике да лично посети његов гроб, али да је видео фотографије, и да се залаже да се он обнови због значаја за српску историју. У истом чланку за Курир су изнесени и наводи да је Алексин надгробни споменик инспирисан масонеријом и масонским симболима.

## Лични живот
Заједно са оцем је присуствовао освећењу цркве Рођења Пресвете Богородице у Тополи која је започета 1811. а окончана 1813, и чију је изградњу Карађорђе финансирао. На вратима цркве је, по писмима кнеза Павла Кости Ст. Павловићу, писало да је благословена у присуству Алексе и Карађорђа 1811. године.
И он и син Ђорђе су служили у руској војсци.
Преко сина се напослетку ородио са капетаном Мишом Анастасијевићем, али ни Алекса ни његова супруга то нису доживели.
Први начелник Београда Илија Чарапић му је био зет, пошто је био ожењен Алексином сестром Стаменком.
Први син његовог брата се звао Алекса (Алексије), али није познато да ли је назван по њему.
Имао је и неку породицу од свог рођеног стрица Марка Петровића, Карађорђевог млађег брата. Нема пуно података о њима у јавности, али је остало забележено да је приликом прве посете Тополи као краља Србије, Петру I Карађорђевићу и његовој породици пришла и представила се Маркова ћерка или унука.
Иако је по службеним подацима живео око 29 година, односно од 1801. до 1830, на његовом споменику пише да је преминуо са 33 година.
Његова грана породице је d facto изумрла 1920. године смрћу његовог старијег унука Алексе. Званично је окончана 1931. смрћу Сарке Карађорђевић.

## Наслеђе
Његов син Ђорђе је такође служио у руској војсци, а нешто после Кримског рата је дошао у Србију на чијем челу је тада био Алексин млађи брат Александар. Први син кнеза Александра и кнегиње Персиде се звао Алекса (Алексије), али није познато да ли је он добио име по њему. Ђорђе је служио код стрица као ађутант, а 1858. се оженио Сарком Анастасијевић, ћерком капетана Мише Анастасијевића. Током Светоандрејске скупштине га је његов таст подржавао као новог кнеза Србије, али се на крају на чело Србије вратио Милош Обреновић.
Алексина грана Карађорђевића је званично окончана 1920. смрћу његовог старијег унука, који се такође звао Алекса.

## Породично стабло
|  |                        |  |  |  |  |  |  |  |  |  |  |  |  |  |  |  |
|  | 4. Петар Јовановић     |  |  |  |  |  |  |  |  |  |  |  |  |  |  |  |
|  |                        |  |  |  |  |  |  |  |  |  |  |  |  |  |  |  |
|  |                        |  |  |  |  |  |  |  |  |  |  |  |  |  |  |  |
|  | 2. Карађорђе Петровић  |  |  |  |  |  |  |  |  |  |  |  |  |  |  |  |
|  |                        |  |  |  |  |  |  |  |  |  |  |  |  |  |  |  |
|  |                        |  |  |  |  |  |  |  |  |  |  |  |  |  |  |  |
|  | 10. Петар Живковић     |  |  |  |  |  |  |  |  |  |  |  |  |  |  |  |
|  |                        |  |  |  |  |  |  |  |  |  |  |  |  |  |  |  |
|  |                        |  |  |  |  |  |  |  |  |  |  |  |  |  |  |  |
|  | 5. Марица Живковић     |  |  |  |  |  |  |  |  |  |  |  |  |  |  |  |
|  |                        |  |  |  |  |  |  |  |  |  |  |  |  |  |  |  |
|  |                        |  |  |  |  |  |  |  |  |  |  |  |  |  |  |  |
|  | 1. Алекса Карађорђевић |  |  |  |  |  |  |  |  |  |  |  |  |  |  |  |
|  |                        |  |  |  |  |  |  |  |  |  |  |  |  |  |  |  |
|  |                        |  |  |  |  |  |  |  |  |  |  |  |  |  |  |  |
|  | 6. Никола Јовановић    |  |  |  |  |  |  |  |  |  |  |  |  |  |  |  |
|  |                        |  |  |  |  |  |  |  |  |  |  |  |  |  |  |  |
|  |                        |  |  |  |  |  |  |  |  |  |  |  |  |  |  |  |
|  | 3. Јелена Јовановић    |  |  |  |  |  |  |  |  |  |  |  |  |  |  |  |
|  |                        |  |  |  |  |  |  |  |  |  |  |  |  |  |  |  |
|  |                        |  |  |  |  |  |  |  |  |  |  |  |  |  |  |  |
|  | 7. Босиљка             |  |  |  |  |  |  |  |  |  |  |  |  |  |  |  |
|  |                        |  |  |  |  |  |  |  |  |  |  |  |  |  |  |  |
|  |                        |  |  |  |  |  |  |  |  |  |  |  |  |  |  |  |

## Породица

### Супружник
| име           | слика | датум рођења | датум смрти |
| ------------- | ----- | ------------ | ----------- |
| Марија Трокин |       |              | 1827.       |

### Деца
| име        | слика | датум рођења | датум смрти     | супружник           |
| ---------- | ----- | ------------ | --------------- | ------------------- |
| Кнез Ђорђе |       | 1827.        | 4. август 1884. | Сарка Анастасијевић |